# Britpop
Britpop là một dòng nhạc và trào lưu văn hóa ở Anh Quốc vào giữa thập niên 1990. Đây là dòng nhạc alternative rock mang màu sắc tươi sáng và hấp dẫn hơn, tương phản với sự nổi tiếng của dòng nhạc grunge, một tiểu thể loại alternative rock dẫn đầu tại Mỹ và mang chủ đề ca từ đen tối hơn, cũng như đối với thể loại shoegazing của riêng người Anh. Những ban nhạc thành công nhất ở dòng nhạc này là Oasis, Blur, Suede và Pulp, những nhóm được coi là "big four". Dòng thời gian của britpop là vào khoảng 1993-1997, trong đó là giai đoạn 1993-1994 và trận chiến bảng xếp hạng giữa Blur và Oasis, được mệnh danh là "Trận chiến của britpop", là những tâm điểm của hoạt động.